# Nová syrská armáda
Nová syrská armáda, zkratka NSA nebo NSyA, je povstalecká ozbrojená skupina účastnící se syrské občanské války, složená převážně z dezertérů SAA. Skupina byla založena v listopadu 2015 za účelem likvidace Islámského státu ve východní Sýrii. Její členové měli údajně podstoupit výcvik CIA.

## Historie
16. listopadu 2015 byla NSA nasazena v oblasti al-Tanf na jihovýchodě Sýrie v blízkost Jordánských hranic. Žádné další informace nebyly zveřejněny.
5. března 2016 podnikla z Jordánska NSA spolu s další povstaleckou skupinou Brigády a Bataliony mučedníka Ahmada al-Abda útok na syrsko-irácký hraniční přechod Tanf ovládaný Islámským státem. Ten později dobyly a přerušily tak jižní zásobovací trasu IS.
27. května 2016 podnikli teroristé z Islámského státu sebevražedný útok na základnu NSA, což mělo za následek mnoho obětí mezi povstalci.
Koalice shazuje nad územím pod kontrolou ISIS letáky s logem Nové syrské armády.

## Vybavení
Skupina používá moderní americké zbraně jako jsou pušky M16 a M14, kulomet M240 a M249 a minomety M120. Využívá pick-upy s kulomety M2 Browning. Skupina je podporována z USA a Jordánska. Používá také malé množství starších zbraní sovětského původu. Příslušníci nosí starší typ amerických uniforem.